# Mirbelia subcordata
Mirbelia subcordata là một loài thực vật có hoa trong họ Đậu. Loài này được Turcz. miêu tả khoa học đầu tiên.